# Madison Wilson
Madison Maree Wilson (Roma, 31 de maio de 1994) é uma nadadora australiana, campeã olímpica.

## Carreira

### Rio 2016
Wilson competiu na natação nos Jogos Olímpicos de Verão de 2016 e conquistou a medalha de ouro no revezamento 4x100 metros livre, nadando apenas a eliminatória.